# Eupithecia propoxydata
Eupithecia propoxydata är en fjärilsart som beskrevs av Schütze 1961. Eupithecia propoxydata ingår i släktet Eupithecia och familjen mätare. Inga underarter finns listade i Catalogue of Life.